# АСУ ГП УЗ-Е
АСУ ГП УЗ-Е (Единая автоматизированная система управления грузовыми перевозками «Укрзализныци», АСК ВП УЗ-Е) − система, объединяющая АСОУП всех шести железных дорог Украины.
Основной функцией является сбор и предоставление оперативной информации и суточной отчетности о ходе перевозок. Для реализации проекта был создан центр обработки данных (ЦОД).

## История
В марте 2007 года была внедрена АСК ВП УЗ. Система устанавливалась на каждой из шести дорог и являлась надстройкой над АСОУП.
Разработка единой системы велась более трех лет. В её создании принимало участие 150 специалистов, в том числе украинского ПКТБ. Ввод системы в эксплуатацию обеспечивали 500 специалистов Укрзализныци и железных дорог Украины.
АСК ВП УЗ-Е была введена в промышленную эксплуатацию 7 июля 2012 года. На момент ввода в эксплуатацию число обрабатываемых сообщений составляло 650 тыс. в сутки.
В качестве базы данных использовалась БД Oracle, аппаратной части сервера — IBM P780.

## Перспективы
В АСУ ГП УЗ-Е планируется расширение электронного документооборота с клиентами, централизация диспетчерской службы, использование GPS-информации, которая будет поступать с датчиков, установленных на локомотивах, и позволит более точно определять местонахождение тягового и подвижного составов.

## Аналоги
- ИАС ПУР ГП - БЖД[4][5]